# Dos hogares
Dos hogares es una telenovela mexicana, producida y escrita por Emilio Larrosa para Televisa en 2011.
Está protagonizada por Anahí, Carlos Ponce y Sergio Goyri; y con las participaciones antagónicas de Olivia Collins, Jorge Ortiz de Pinedo, Alfredo Adame, Malillany Marín y Joana Benedek. Cuenta además con las actuaciones estelares de las primeras actrices Laura León y Lorena Velázquez.
En junio de 2012, sale a la venta la telenovela en México y los Estados Unidos, tanto en formato DVD como digitalmente.  En septiembre de 2012 es lanzado digitalmente para Centroamérica, Sudamérica y Australia.

## Sinopsis
Angélica es una veterinaria dedicada a su trabajo. Ella está comprometida con Santiago, un joven arquitecto y de buen nivel económico, pero tiene que soportar a Patricia, la madre de este, quien desprecia a la joven y quiere que su hijo se case con Jennifer. Angélica se casa con Santiago, pero poco después, sufren un accidente y él desaparece y lo dan por muerto.
Después de 2 años, Angélica encuentra el amor en Ricardo. Pero antes, él rompió con Patricia y se casa con Angélica. Ricardo y Angélica regresan de su luna de miel debido al hecho de que su madre sufrió un derrame cerebral.
Santiago reaparece y sufre de amnesia y vive con una mujer llamada Flor López que después se enamora de él. Angélica lo encuentra y les permite permanecer juntos y paga por su tratamiento de recuperación, pero ella no le dice que ella está casada con Ricardo. Ella lo esconde y no le dice a los demás que él está vivo.
Armando contrata a una mujer llamada Abril para que enamore a Jorge y lo separe de Jennifer. Darío Colmenares es elegido presidente del Consejo de Administración de Grupo KNG pero la compañía se enfrenta a problemas financieros y pierde millones de pesos a causa de un fraude cometido por Cristóbal, Pamela y su padrastro Eleazar. Ricardo se presume culpable por Armando y sus derechos en la sociedad son cancelados por los miembros de la Junta. Darío renuncia y Armando se convierte en presidente de Grupo KNG.
Ricardo es arrestado por el fraude en el Grupo KNG. Patricia le ofrece su ayuda para salir de la cárcel a cambio de dejar a Angélica. Él lo rechaza. Por coincidencia, Cristina se convierte en la abogada de Ricardo. Jennifer descubre a Santiago y después le dice a Patricia, Claudio y otros que él está vivo y ocultado por Angélica, pero nadie le cree. Adela, una exalumna de Santiago que está enamorada de él descubre que él está vivo y comienza a salir con él. Ricardo es liberado de prisión. Jennifer y Darío empiezan a relacionarse ya que una noche encuentra a Jorge con otra mujer y ya no quiere saber nada de él. Ricardo ve a Yolanda y Armando besándose en una oficina, Armando le dice que ella lo engañó con él y que por años fueron amantes, estos pelean.
Claudio y una exnovia tuvieron un romance y ella quedó embarazada. Cristina termina con el. Santiago se va a vivir en el mismo bloque de pisos donde viven Refugio y su familia. Un día se oye ruido en el departamento de Refugio, Servando, un hombre que Cristina conoció por un tiempo, estaba a punto de violarla y él la salva. Patricia contrata a Julián para seguir a Angélica ya que sospecha que algo oculta. Él la ve con Santiago y la chantajea con más dinero para callar su silencio o le dira la verdad a Patricia. Jorge quiere disparar a Darío por celos ya que ahora Jennifer esta de novia con el, pero es él quien resulta lesionado. Con el tiempo, y a pesar de que Angélica pide que no revele la verdad, Julián le dice a Patricia que su hijo está vivo. Patricia enfurecida con el engaño de Angélica le cuenta a Santiago que ella está casada con Ricardo, este recupera la memoria e intenta recuperar su vida y el corazón de Angélica. Angélica ahora se enfrenta a un gran dilema: está casada con dos hombres diferentes, ambos de los cuales ella ama y necesita se encuentra dividida entre "Dos Hogares"

## Elenco
- Anahí - Angélica Estrada Mejía
- Carlos Ponce - Santiago Ballesteros Ortiz
- Sergio Goyri - Ricardo Valtierra Correa
- Olivia Collins - Patricia Ortiz Monasterio Vda. de Ballesteros
- Alfredo Adame - Armando Garza Zamudio
- Jorge Ortiz de Pinedo - Don Cristóbal Lagos / Chris Lakes
- Laura León - Doña Refugio Urbina de Lagos
- Joana Benedek - Yolanda Rivapalacio
- Claudia Álvarez - Adela Arizmendi
- Lorena Velázquez - Doña Carmela Correa de Valtierra
- Rogelio Guerra - Don Rodrigo Valtierra
- Víctor Noriega - Darío Colmenares
- Malillany Marín - Jennifer Garza Larrazábal
- Marisol Santacruz - Mara Acevedo Sandoval
- Maya Mishalska - Pamela Ramos
- Carlos Bonavides - Eleazar Pérez
- Miguel Palmer - Hernán Colmenares
- Silvia Manríquez - Amparo Mejía Vda. de Estrada
- Lalo "El Mimo" - Gaspar Rincón
- Maribel Fernández - Enriqueta "Queta" Sánchez
- Abraham Ramos - Claudio Ballesteros Ortiz
- Gabriela Carrillo - Cristina Lagos Urbina de Ballesteros
- Jose Carlos Femat - Jorge Estrada Mejía
- Pablo Magallanes - Oscar Lagos Urbina
- Erika García - Flor López
- Marcus Ornellas - Javier Ortega
- Ana Bekoa - Dayana Díaz
- Arturo Vázquez - Julián Martínez
- Gabriela Goldsmith - Verónica Larrázabal de Garza
- Mauricio García Muela - Mauricio Pérez
- Benjamín Rivero - Braulio
- Elizabeth Valdéz - Beatriz Noriega
- Hugo Aceves - Luis Miguel Sánchez "El Ojos Verdes"
- Teo Tapia - Enrique Arismendi
- Mariana Huerdo - Xóchitl
- Pietro Vanucci - Alexander Vadin
- Roberto Tello - Rodolfo de la Colina
- Lola Merino - Juana María
- José Luis Cordero "Pocholo" - Mario
- Rudy Casanova - Don Fidel
- Luis Felipe Montoya - "El Charal"
- Mundo Siller - "El Jagger"
- Marco Uriel - Baldomero Lagos
- Alfredo Alfonso - Julio César Palma
- Sergio Acosta - Cornelio Mendoza
- Diana Golden - Paola Díaz
- Javier Herranz - Leopoldo García
- Diana Villa - Gardenia
- Ivonne Ley - Jacinta
- Xorge Noble - Filemón
- Carlos Miguel - Gregorio "Goyo"
- Esteban Franco - Artemio "El Lagarto"
- Yolanda Ciani - Martha de Colmenares
- Manuel Landeta - Ernesto
- Edith Kleiman - Dolores
- Archie Lanfranco - Servando Uriostegui
- Dobrina Cristeva - Sofía
- Silvia Valdéz - Abril
- Emma Escalante - Karina
- Eduardo de Guise - Octavio
- David Rencoret - Vecino de Angélica
- Bárbara Gómez - Zulema
- Marco Muñoz - Esteban
- Felipe Nájera - Guillermo
- José Ángel García - Sacerdote
- Ricardo Barona - Sergio "El Perico" Portillo
- Alberto Estrella - Asesino de Ricardo
- Josè Luis Moctezuma - Agente Zorrilla

## DVD
El Grupo Televisa lanza a la venta en formato DVD sus novelas.

## Premios y nominaciones
| Año  | Premio                    | Categoría                   | Persona                                          | Resultado |
| ---- | ------------------------- | --------------------------- | ------------------------------------------------ | --------- |
| 2011 | Califa de Oro             | Telenovela del año          | Emilio Larrosa                                   | Ganador   |
| 2012 | Premios TvyNovelas        | Mejor telenovela            | Emilio Larrosa                                   | Nominada  |
| 2012 | Premios TvyNovelas        | Mejor actor                 | Sergio Goyri                                     | Nominado  |
| 2012 | Premios TvyNovelas        | Mejor actriz antagónica     | Olivia Collins                                   | Nominada  |
| 2012 | Premios TvyNovelas        | Mejor actor antagónico      | Jorge Ortiz de Pinedo                            | Nominado  |
| 2012 | Premios TvyNovelas        | Mejor actriz juvenil        | Claudia Álvarez                                  | Nominada  |
| 2012 | Premios TvyNovelas        | Mejor tema musical          | «Rendirme en tu amor» (Anahí & Carlos Ponce)     | Nominados |
| 2012 | Premios TvyNovelas        | Mejor guion o adaptación    | Emilio Larrosa Ricardo Barona Saúl Pérez Santana | Nominado  |
| 2012 | Premios Juventud          | ¡Está buenísimo!            | Carlos Ponce                                     | Nominado  |
| 2012 | Premios Juventud          | Chica que me quita el sueño | Anahí                                            | Nominada  |
| 2012 | Premios Juventud          | Mejor tema novelero         | «Dividida» (Anahí)                               | Nominada  |
| 2012 | Kids Choice Awards México | Actriz favorita             | Anahí                                            | Nominada  |